# Mathias Bachmann

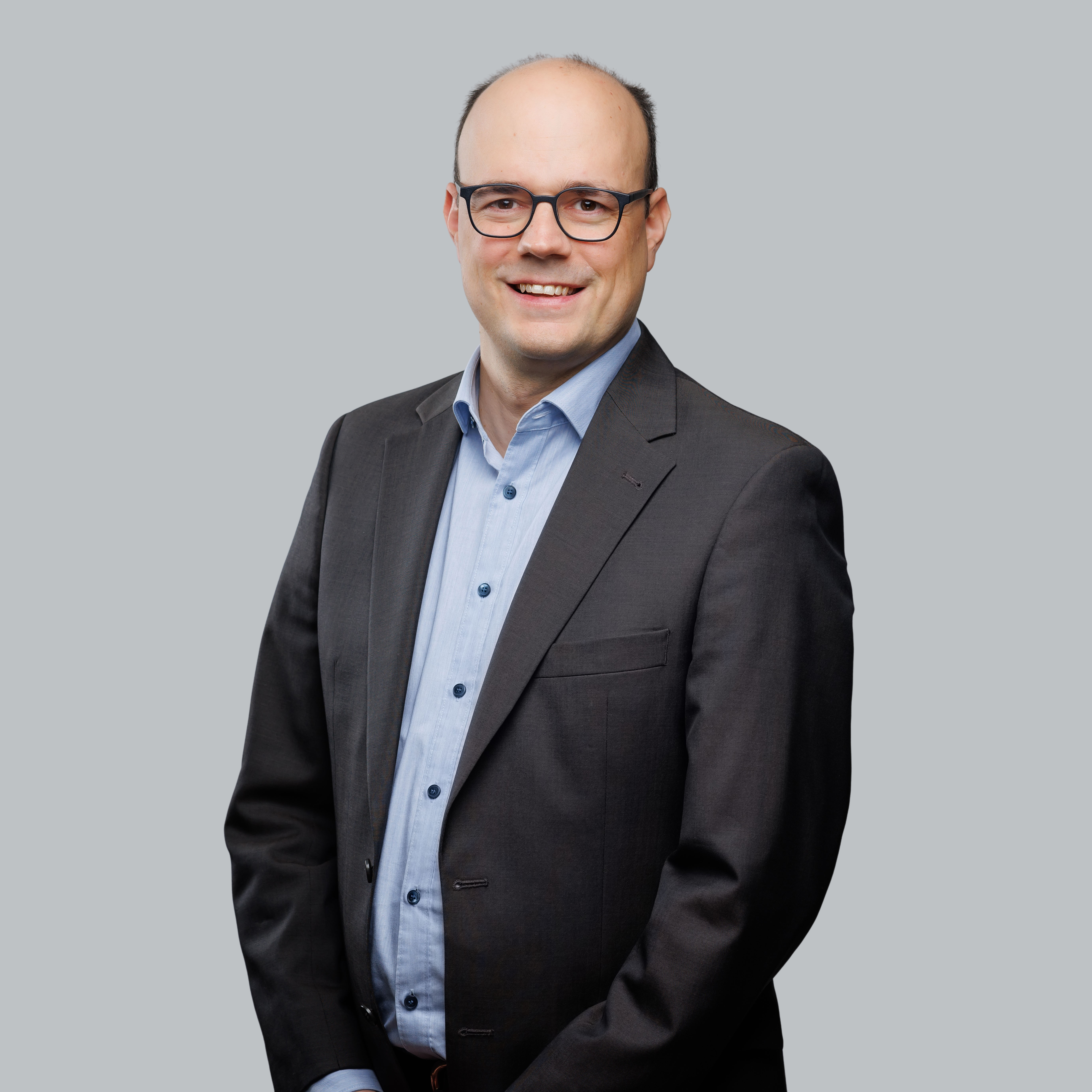
Mathias Bachmann

Mathias Bernhard Bachmann (* 14. Oktober 1980) ist ein Schweizer Politiker (Die Mitte, vormals CVP) aus dem Kanton Schwyz. 

## Leben
Die obligatorische Schulzeit besuchte Bachmann im Bezirk Küssnacht. Er absolvierte in Rickenbach das Lehrerinnen- und Lehrerseminar und liess sich in Bern am Eidgenössisches Hochschulinstitut für Berufsbildung EHB zur Berufsfachlehrperson ausbilden. Zudem schloss er an der Hochschule Luzern den Master of Science in Business Administration ab.
Nach seiner Ausbildung zum Primarlehrer unterrichtete er 1. und 2. Klasse sowie 5. und 6. Klasse in Walchwil. Anschliessend wechselte er als Berufsfachlehrperson ans Gewerblich-industrielle Bildungszentrum GIBZ Zug. Als Immobilienverwalter hat er sich ein weiteres Standbein aufgebaut. Mit seiner eigenen Firma maru ag ist er im Dienstleitungssegment tätig.
Er lebt mit seiner Familie in Merlischachen.

## Politische Laufbahn
Seit 2012 ist Bachmann Mitglied des Kantonsrates Schwyz. Dort war er unter anderem Fraktionsvizepräsident, Vizepräsident der Konkordatskommission Kanton Schwyz sowie Präsident der Bildungs- und Kulturkommission. Aktuell präsidiert Bachmann die Interparlamentarische Fachhochschulkommission IFHK Luzern. Seit 2022 ist er Mitglied der Ratsleitung.
2015 kandidierte er neben dem bisherigen Nationalrat Alois Gmür erfolglos für den Nationalrat. Auf kommunaler Ebene ist er seit 2010 Präsident der Mitte Bezirk Küssnacht. Für Die Mitte Schwyz ist er seit 2020 als Wahlkampfleiter tätig.

## Ausserberufliches Engagement
Bachmann ist Gründungsvorsitzender der Interessensgemeinschaft Musik Bezirk Küssnacht und war OK-Präsident Fest der Musik 2014, Schwyzer Kantonales Gesangs- und Musikfest 2014 in Küssnacht vom 30. Mai – 1. Juni 2014. Zudem ist Bachmann Präsident des Verbands der Musikschulen des Kantons Schwyz und Vereinsmitglied vom «männerxang küssnacht» sowie der Feldmusik Küssnacht am Rigi. Sowohl beim männerxang als auch bei der Feldmusik amtet er als Vizedirigent. Ferner ist er seit 2016 Präsident der Stiftung Gymnasium Immensee.